# دييغو غابرييل تشافيس
دييغو غابرييل تشافيس (بالإسبانية: Diego Gabriel Chaves) مواليد 7 أبريل 1986 في بوينس آيرس، الأرجنتين، هو ملاكم محترف أرجنتيني يصنف ضمن فئة وزن الوسط حيث انتصر في نزاله الأول. حقق بطولة رابطة الملاكمة العالمية.

## المسيرة الاحترافية
من نزالاته:
- تعادل مع تيموثي برادلي (2014).
- خسر أمام كيث ثورمان بالضربة القاضية (2013).

## إحصائيات
خاض خلال مسيرته 28 نزالا، فاز في 25 وتعادل في 1 وخسر في 2. فاز بالضربة القاضية في 21 نزالا.

## روابط خارجية
- دييغو غابرييل تشافيس على موقع بوكس ريك (الإنجليزية) (registration required)